# پی. جی. هوگان
پی. جی. هوگان (انگلیسی: P. J. Hogan؛ زادهٔ ۳۰ نوامبر ۱۹۶۲) کارگردان فیلم و نویسنده اهل استرالیا است. وی از سال ۱۹۸۴ میلادی تاکنون مشغول فعالیت بوده‌است.

## فیلم‌شناسی
- عروسی بهترین دوست من (۱۹۹۷)
- پیتر پن (۲۰۰۳)
- پاساژ آمریکایی (۲۰۰۸) (فیلم تلویزیونی) (داستان)
- اعترافات یک معتاد به خرید (۲۰۰۹)
- خیاط (۲۰۱۵) (دستیار نویسنده)